# Chițcani
Chițcani è un comune della Moldavia nel distretto di Căușeni di 9.000 abitanti (dati 2004) e dista circa 15 km da Tighina. Nonostante sia situato sulla riva destra del fiume Nistro il comune è sotto il controllo della repubblica secessionista della Transnistria.

## Storia
Il comune è menzionato per la prima volta in un documento ufficiale nel 1367. Risale al 1864 la costruzione del Monastero Noul Neamț. Nel 1992, durante la Guerra di Transnistria, ci furono numerose sparatorie tra la polizia moldava e le forze separatiste appoggiate dalla 14ª Armata russa. Dopo il ritiro dei moldavi vennero segnalati numerosi abusi dei diritti umani a carico della popolazione di etnia rumena. La Commissione di Helsinki per i diritti umani stima 20 omicidi tra il 1996 e il 2000.

## Società

### Evoluzione demografica
Non sono disponibili dati ufficiali sulla composizione etnica al censimento del 2004. Stime indicano in 9.000 abitanti la popolazione del comune, di cui 4.800 russi e 3.100 moldavi. Al censimento del 1930 (periodo in cui apparteneva al Regno di Romania) Chițcani aveva 4.744 abitanti, di cui 2.456 rumeni e 2.146 russi.

## Località
Il comune è formato dall'insieme delle seguenti località: 
- Chițcani
- Merenești
- Zahorna